# 2. česká hokejová liga 2024/2025
Sezóna 2024/2025 byla 32. ročníkem 2. české hokejové ligy. Soutěže se účastnilo celkem 27 týmů. Z Chance ligy sestoupil po roční účasti tým HC LERAM Orli Znojmo. Z krajského přeboru postoupily kluby SK Kadaň a MHK Slovan Orlová. Orlová však nevyužila možnosti podat přihlášku, tudíž do sezóny ve druhé lize nenastoupila. Naopak do krajského přeboru sestoupil tým HHK Velké Meziříčí. Mezi účastníky pro tento ročník již nefiguroval tým z Letňan, který prodal licenci právě do Velkého Meziříčí.

## Systém soutěže
V západní části měla základní část jen jednu fázi - hrálo ji 14 mužstev třikrát každý s každým o osm postupových míst do osmifinále play-off. Ve východní části měla základní část dvě fáze. V první fázi hrálo 13 celků systémem každý s každým (doma - venku), po 24 kolech začala druhá fáze základní části - do skupiny A postoupilo sedm nejlepších družstev z první fáze a do skupiny B celky na 8. až 13. místě první fáze. Do této fáze byly přeneseny dosažené výsledky z první fáze a odehrálo se dalších 18 kol ve skupině A a 15 kol ve skupině B (obě skupiny tříkolově každý s každým). Všech sedm týmů z druhé fáze skupiny A postoupilo do osmifinále play off. Osmičku osmifinalistů doplnil nejlepší tým skupiny B. Osmifinále i čtvrtfinále play-off bylo hráno na tři vítězné zápasy v rámci konferencí. Semifinále se pak odehrálo na čtyři vítězné zápasy mezi konferencemi (tedy nejlepší postoupivší tým ze západní konference proti druhému nejlepšímu postupujícímu z východní konference a nejlepší postupující z východu versus druhý nejlepší ze západu). Vítězné celky se střetly ve finále play-off na čtyři vítězné zápasy o přímý postup do 1. české hokejové ligy 2025/2026.
Nejhorší tým východní konference a nejhorší tým západní konference odehrály po konci základní části play-down na dva vítězné zápasy o udržení v soutěži. Poražený tým sestoupil přímo do příslušného krajského přeboru.

## Základní část

### Západní konference
Tabulka po skončení základní části k 8. 3. 2025.
| Poř. | Tým                    | Z  | V  | VP | PP | P  | VG  | OG  | B   |
| ---- | ---------------------- | -- | -- | -- | -- | -- | --- | --- | --- |
| 1.   | HC Tábor               | 39 | 33 | 1  | 1  | 4  | 220 | 60  | 102 |
| 2.   | HC Příbram             | 39 | 29 | 2  | 1  | 7  | 187 | 85  | 92  |
| 3.   | HC Stadion Vrchlabí    | 39 | 25 | 1  | 5  | 8  | 157 | 107 | 82  |
| 4.   | HC Wikov Hronov        | 39 | 21 | 1  | 5  | 8  | 127 | 112 | 68  |
| 5.   | HC Kobra Praha         | 39 | 20 | 3  | 0  | 16 | 154 | 127 | 66  |
| 6.   | HC Benátky nad Jizerou | 39 | 17 | 6  | 2  | 14 | 167 | 157 | 65  |
| 7.   | IHC Králové Písek      | 39 | 16 | 1  | 4  | 18 | 127 | 140 | 54  |
| 8.   | Slovan Ústečtí Lvi     | 39 | 15 | 2  | 3  | 19 | 120 | 146 | 52  |
| 9.   | HK Kralupy nad Vltavou | 39 | 13 | 5  | 3  | 18 | 123 | 144 | 52  |
| 10.  | HC Děčín               | 39 | 12 | 1  | 8  | 18 | 116 | 147 | 46  |
| 11.  | MOSTEČTÍ LVI           | 39 | 11 | 4  | 2  | 22 | 125 | 154 | 43  |
| 12.  | HC Stadion Cheb        | 39 | 8  | 5  | 2  | 24 | 109 | 152 | 36  |
| 13.  | SK Kadaň               | 39 | 8  | 4  | 2  | 25 | 105 | 207 | 34  |
| 14.  | HC Řisuty              | 39 | 7  | 1  | 4  | 27 | 112 | 211 | 27  |

| Vysvětlivka               |
| ------------------------- |
| Postup do play off        |
| Konec sezóny pro daný tým |
| Účast v play down         |

#### Kanadské bodování západní konference
Toto je pořadí hráčů podle dosažených bodů. Za jeden vstřelený gól nebo přihrávku na gól hráč získal jeden bod.
Aktualizace po skončení základní části.
| Poř. | Hráč            | Tým                    | Z  | G  | A  | B  | TM | +/- |
| ---- | --------------- | ---------------------- | -- | -- | -- | -- | -- | --- |
| 1.   | Vladislav Vrtek | SK Kadaň               | 37 | 21 | 44 | 65 | 32 | --  |
| 2.   | Petr Kafka      | HC Příbram             | 36 | 19 | 43 | 62 | 8  | --  |
| 3.   | David Šafránek  | HC Benátky nad Jizerou | 38 | 32 | 29 | 61 | 10 | --  |
| 4.   | Vítězslav Bílek | HC Řisuty              | 37 | 27 | 33 | 60 | 40 | --  |
| 5.   | Kamil Bříška    | HC Kobra Praha         | 35 | 23 | 35 | 58 | 16 | --  |

### Východní konference

#### První fáze východní konference
| Poř. | Tým                        | Z  | V  | VP | PP | P  | VG  | OG  | B  |
| ---- | -------------------------- | -- | -- | -- | -- | -- | --- | --- | -- |
| 1.   | AZ Havířov                 | 24 | 20 | 2  | 0  | 2  | 127 | 51  | 64 |
| 2.   | BK Havlíčkův Brod          | 24 | 15 | 0  | 3  | 6  | 73  | 47  | 48 |
| 3.   | HC LERAM Orli Znojmo       | 24 | 14 | 2  | 1  | 7  | 99  | 53  | 47 |
| 4.   | HC Bobři Valašské Meziříčí | 24 | 12 | 2  | 2  | 8  | 80  | 67  | 42 |
| 5.   | DRACI PARS ŠUMPERK         | 24 | 12 | 2  | 1  | 9  | 77  | 70  | 41 |
| 6.   | Hokej Vyškov               | 24 | 12 | 0  | 3  | 9  | 91  | 91  | 39 |
| 7.   | SKLH Žďár nad Sázavou      | 24 | 11 | 2  | 2  | 9  | 96  | 99  | 39 |
| 8.   | HC Slezan Opava            | 24 | 8  | 3  | 4  | 9  | 76  | 86  | 34 |
| 9.   | Technika Hockey Brno       | 24 | 6  | 5  | 3  | 10 | 65  | 76  | 31 |
| 10.  | HK Nový Jičín              | 24 | 6  | 3  | 3  | 12 | 58  | 89  | 27 |
| 11.  | SHKM Hodonín               | 24 | 7  | 1  | 1  | 15 | 61  | 93  | 24 |
| 12.  | HC ISMM Kopřivnice         | 24 | 4  | 4  | 2  | 14 | 62  | 92  | 22 |
| 13.  | HHK Velké Meziříčí         | 24 | 2  | 1  | 2  | 19 | 62  | 113 | 10 |

| Vysvětlivka         |
| ------------------- |
| Nadstavba skupiny A |
| Nadstavba skupiny B |

##### Nejproduktivnější hráči první fáze
Toto je pořadí hráčů podle dosažených bodů. Za jeden vstřelený gól nebo přihrávku na gól hráč získal jeden bod.
| Poř. | Hráč            | Tým                   | Z  | G  | A  | B  | TM | +/- |
| ---- | --------------- | --------------------- | -- | -- | -- | -- | -- | --- |
| 1.   | Tomáš Franek    | AZ Havířov            | 24 | 27 | 20 | 47 | 10 | --  |
| 2.   | David Klimša    | AZ Havířov            | 24 | 16 | 25 | 41 | 16 | --  |
| 3.   | Dominik Dušek   | SKLH Žďár nad Sázavou | 24 | 17 | 23 | 40 | 12 | --  |
| 4.   | Lukáš Bednář    | AZ Havířov            | 24 | 7  | 32 | 39 | 20 | --  |
| 5.   | Jiří Půhoný     | SKLH Žďár nad Sázavou | 21 | 13 | 25 | 38 | 12 | --  |
| 6.   | Tomáš Pospíšil  | DRACI PARS ŠUMPERK    | 23 | 12 | 25 | 37 | 8  | --  |
| 7.   | Tomáš Komínek   | Hokej Vyškov          | 24 | 17 | 19 | 36 | 2  | --  |
| 8.   | Petr Štěpánek   | SKLH Žďár nad Sázavou | 20 | 18 | 11 | 29 | 41 | --  |
| 9.   | Jan Wasserbauer | SKLH Žďár nad Sázavou | 24 | 8  | 21 | 29 | 10 | --  |
| 10.  | Vojtěch Šuhaj   | AZ Havířov            | 24 | 11 | 17 | 28 | 4  | --  |

#### Druhá fáze východní konference

##### Skupina A (o 1. - 7. místo)
| Vysvětlivka                   |
| ----------------------------- |
| Postup do osmifinále play off |

Tabulka po skončení druhé fáze k 8. 3. 2025.
| Poř. | Tým                        | Z  | V  | VP | PP | P  | VG  | OG  | B   |
| ---- | -------------------------- | -- | -- | -- | -- | -- | --- | --- | --- |
| 1.   | AZ Havířov                 | 42 | 31 | 5  | 0  | 6  | 198 | 88  | 103 |
| 2.   | HC LERAM Orli Znojmo       | 42 | 24 | 4  | 1  | 13 | 171 | 102 | 81  |
| 3.   | BK Havlíčkův Brod          | 42 | 23 | 4  | 4  | 11 | 136 | 101 | 81  |
| 4.   | Hokej Vyškov               | 42 | 23 | 0  | 4  | 15 | 164 | 155 | 73  |
| 5.   | DRACI PARS ŠUMPERK         | 42 | 18 | 2  | 7  | 15 | 128 | 127 | 65  |
| 6.   | SKLH Žďár nad Sázavou      | 42 | 15 | 3  | 3  | 21 | 136 | 172 | 54  |
| 7.   | HC Bobři Valašské Meziříčí | 42 | 15 | 2  | 3  | 22 | 122 | 145 | 52  |

###### Kanadské bodování skupiny A
Toto je pořadí hráčů podle dosažených bodů. Za jeden vstřelený gól nebo přihrávku na gól hráč získal jeden bod.
Aktualizace po skončení druhé fáze.
| Poř. | Hráč           | Tým                  | Z  | G  | A  | B  | TM | +/- |
| ---- | -------------- | -------------------- | -- | -- | -- | -- | -- | --- |
| 1.   | Tomáš Komínek  | Hokej Vyškov         | 18 | 21 | 12 | 33 | 8  | --  |
| 2.   | Petr Beránek   | HC LERAM Orli Znojmo | 18 | 10 | 13 | 23 | 6  | --  |
| 3.   | Tomáš Pospíšil | DRACI PARS ŠUMPERK   | 16 | 9  | 12 | 21 | 39 | --  |
| 4.   | Lukáš Bednář   | AZ Havířov           | 12 | 5  | 16 | 21 | 4  | --  |
| 5.   | Jan Štefka     | Hokej Vyškov         | 15 | 5  | 15 | 20 | 14 | --  |

##### Skupina B (o 8. - 13. místo)
| Vysvětlivka                   |
| ----------------------------- |
| Postup do osmifinále play off |
| Konec sezóny pro daný tým     |
| Účast v play down             |

Tabulka po skončení druhé fáze k 8. 3. 2025.
| Poř. | Tým                  | Z  | V  | VP | PP | P  | VG  | OG  | B  |
| ---- | -------------------- | -- | -- | -- | -- | -- | --- | --- | -- |
| 8.   | SHKM Hodonín         | 39 | 17 | 2  | 3  | 17 | 119 | 129 | 58 |
| 9.   | HK Nový Jičín        | 39 | 14 | 5  | 4  | 16 | 116 | 143 | 56 |
| 10.  | HC Slezan Opava      | 39 | 14 | 4  | 6  | 15 | 125 | 134 | 56 |
| 11.  | Technika Hockey Brno | 39 | 8  | 7  | 4  | 20 | 105 | 130 | 42 |
| 12.  | HC ISMM Kopřivnice   | 39 | 8  | 7  | 4  | 20 | 110 | 150 | 38 |
| 13.  | HHK Velké Meziříčí   | 39 | 9  | 2  | 2  | 26 | 116 | 170 | 33 |

###### Kanadské bodování skupiny B
Toto je pořadí hráčů podle dosažených bodů. Za jeden vstřelený gól nebo přihrávku na gól hráč získal jeden bod.
Aktualizace po skončení druhé fáze.
| Poř. | Hráč          | Tým                | Z  | G  | A  | B  | TM | +/- |
| ---- | ------------- | ------------------ | -- | -- | -- | -- | -- | --- |
| 1.   | Roman Maliník | HK Nový Jičín      | 15 | 8  | 21 | 29 | 8  | --  |
| 2.   | Robin Gebauer | HK Nový Jičín      | 15 | 10 | 15 | 25 | 31 | --  |
| 3.   | Jiří Ondráček | HHK Velké Meziříčí | 15 | 10 | 12 | 22 | 10 | --  |
| 4.   | David Křenek  | HHK Velké Meziříčí | 15 | 5  | 16 | 21 | 8  | --  |
| 5.   | Adam Flok     | HK Nový Jičín      | 12 | 11 | 6  | 17 | 4  | --  |

## Play-off

### Osmifinále

#### Skupina Západ

##### HC Tábor (1.) – HC Slovan Ústí nad Labem (8.)
| 11. března 2025 18:00 | HC Tábor | 9 : 1 (3:0, 2:0, 4:1) | HC Slovan Ústí nad Labem | Zimní stadion Tábor, Tábor Návštěvnost: 2 757 |  |

| Report |

| 13. března 2025 18:00 | HC Slovan Ústí nad Labem | 0 : 8 (0:2, 0:6, 0:0) | HC Tábor | Zimní stadion Ústí nad Labem, Ústí nad Labem Návštěvnost: 580 |  |

| Report |

| 15. března 2025 18:00 | HC Tábor | 11 : 4 (4:1, 3:1, 4:2) | HC Slovan Ústí nad Labem | Zimní stadion Tábor, Tábor Návštěvnost: 3 276 |  |

| Report |

Konečný stav série 3:0 na zápasy pro HC Tábor.

##### HC Příbram (2.) – IHC Králové Písek (7.)
| 11. března 2025 18:30 | HC Příbram | 6 : 1 (3:0, 1:0, 2:1) | IHC Králové Písek | Zimní stadion Příbram, Příbram Návštěvnost: 621 |  |

| Report |

| 13. března 2025 18:00 | IHC Králové Písek | 1 : 3 (0:1, 0:0, 1:2) | HC Příbram | Zimní stadion Písek, Písek Návštěvnost: 540 |  |

| Report |

| 15. března 2025 17:00 | HC Příbram | 6 : 3 (1:1, 2:2, 3:0) | IHC Králové Písek | Zimní stadion Příbram, Příbram Návštěvnost: 1 108 |  |

| Report |

Konečný stav série 3:0 na zápasy pro HC Příbram.

##### HC Stadion Vrchlabí (3.) – HC Benátky nad Jizerou (6.)
| 11. března 2025 18:00 | HC Stadion Vrchlabí | 5 : 0 (2:0, 1:0, 2:0) | HC Benátky nad Jizerou | Zimní stadion Vrchlabí, Vrchlabí Návštěvnost: 926 |  |

| Report |

| 13. března 2025 18:00 | HC Benátky nad Jizerou | 0 : 8 (0:2, 0:2, 0:4) | HC Stadion Vrchlabí | Zimní stadion Benátky nad Jizerou, Benátky nad Jizerou Návštěvnost: 380 |  |

| Report |

| 15. března 2025 17:00 | HC Stadion Vrchlabí | 4 : 1 (1:1, 2:0, 1:0) | HC Benátky nad Jizerou | Zimní stadion Vrchlabí, Vrchlabí Návštěvnost: 1 147 |  |

| Report |

Konečný stav série 3:0 na zápasy pro HC Stadion Vrchlabí.

##### HC Wikov Hronov (4.) – HC Kobra Praha (5.)
| 11. března 2025 18:00 | HC Wikov Hronov | 2 : 0 (1:0, 0:0, 1:0) | HC Kobra Praha | Wikov aréna, Hronov Návštěvnost: 510 |  |

| Report |

| 13. března 2025 18:00 | HC Kobra Praha | 1 : 5 (0:1, 0:3, 1:1) | HC Wikov Hronov | Zimní stadion Kobra, Praha-Braník Návštěvnost: 179 |  |

| Report |

| 15. března 2025 17:00 | HC Wikov Hronov | 3 : 2 (2:1, 1:1, 0:0) | HC Kobra Praha | Wikov aréna, Hronov Návštěvnost: 723 |  |

| Report |

Konečný stav série 3:0 na zápasy pro HC Wikov Hronov.

#### Skupina Východ

##### AZ Havířov (1.) – SHKM Baník Hodonín (8.)
| 11. března 2025 17:30 | AZ Havířov | 7 : 1 (2:0, 1:0, 4:1) | SHKM Baník Hodonín | Gascontrol Aréna, Havířov Návštěvnost: 1 114 |  |

| Report |

| 13. března 2025 18:00 | SHKM Baník Hodonín | 4 : 5 PP (1:1, 0:2, 3:1 - 0:1) | AZ Havířov | Zimní stadion Václava Nedomanského, Hodonín Návštěvnost: 1 142 |  |

| Report |

| 15. března 2025 17:00 | AZ Havířov | 5 : 1 (2:0, 2:1, 1:0) | SHKM Baník Hodonín | Gascontrol Aréna, Havířov Návštěvnost: 1 561 |  |

| Report |

Konečný stav série 3:0 na zápasy pro AZ Havířov.

##### HC LERAM Orli Znojmo (2.) – HC Bobři Valašské Meziříčí (7.)
| 11. března 2025 18:00 | HC LERAM Orli Znojmo | 6 : 0 (3:0, 2:0, 1:0) | HC Bobři Valašské Meziříčí | Nevoga aréna, Znojmo Návštěvnost: 1 040 |  |

| Report |

| 13. března 2025 18:00 | HC Bobři Valašské Meziříčí | 6 : 4 (1:2, 3:2, 2:0) | HC LERAM Orli Znojmo | Zimní stadion Valašské Meziříčí, Valašské Meziříčí Návštěvnost: 456 |  |

| Report |

| 15. března 2025 17:00 | HC LERAM Orli Znojmo | 5 : 3 (1:2, 0:0, 4:1) | HC Bobři Valašské Meziříčí | Nevoga aréna, Znojmo Návštěvnost: 1 205 |  |

| Report |

| 17. března 2025 18:00 | HC Bobři Valašské Meziříčí | 2 : 4 (1:2, 1:1, 0:1) | HC LERAM Orli Znojmo | Zimní stadion Valašské Meziříčí, Valašské Meziříčí Návštěvnost: 603 |  |

| Report |

Konečný stav série 3:1 na zápasy pro HC LERAM Orli Znojmo.

##### BK Havlíčkův Brod (3.) – SKLH Žďár nad Sázavou (6.)
| 11. března 2025 18:00 | BK Havlíčkův Brod | 3 : 1 (1:0, 0:0, 2:1) | SKLH Žďár nad Sázavou | Zimní stadion Kotlina, Havlíčkův Brod Návštěvnost: 828 |  |

| Report |

| 13. března 2025 18:00 | SKLH Žďár nad Sázavou | 1 : 5 (0:2, 1:2, 0:1) | BK Havlíčkův Brod | Zimní stadion na Bouchalkách, Žďár nad Sázavou Návštěvnost: 1 396 |  |

| Report |

| 15. března 2025 17:00 | BK Havlíčkův Brod | 4 : 1 (2:0, 1:0, 1:1) | SKLH Žďár nad Sázavou | Zimní stadion Kotlina, Havlíčkův Brod Návštěvnost: 1 048 |  |

| Report |

Konečný stav série 3:0 na zápasy pro BK Havlíčkův Brod.

##### Hokej Vyškov (4.) – DRACI PARS ŠUMPERK (5.)
| 11. března 2025 18:00 | Hokej Vyškov | 2 : 3 (1:1, 1:0, 0:2) | DRACI PARS ŠUMPERK | Zimní stadion Vyškov, Vyškov Návštěvnost: 255 |  |

| Report |

| 13. března 2025 18:00 | DRACI PARS ŠUMPERK | 5 : 3 (2:0, 2:0, 1:3) | Hokej Vyškov | Škoda Aréna, Šumperk Návštěvnost: 963 |  |

| Report |

| 15. března 2025 16:30 | Hokej Vyškov | 4 : 1 (1:0, 2:1, 1:0) | DRACI PARS ŠUMPERK | Zimní stadion Vyškov, Vyškov Návštěvnost: 296 |  |

| Report |

| 17. března 2025 18:00 | DRACI PARS ŠUMPERK | 4 : 2 (0:0, 1:1, 3:1) | Hokej Vyškov | Škoda Aréna, Šumperk Návštěvnost: 837 |  |

| Report |

Konečný stav série 3:1 na zápasy pro DRACI PARS ŠUMPERK.

### Čtvrtfinále

#### Skupina Západ

##### HC Tábor (1.) – HC Wikov Hronov (4.)
| 22. března 2025 18:00 | HC Tábor | 10 : 3 (7:1, 1:1, 2:1) | HC Wikov Hronov | Zimní stadion Tábor, Tábor Návštěvnost: 3 621 |  |

| Report |

| 24. března 2025 18:00 | HC Wikov Hronov | 1 : 4 (1:0, 0:2, 0:2) | HC Tábor | Wikov aréna, Hronov Návštěvnost: 715 |  |

| Report |

| 26. března 2025 18:00 | HC Tábor | 7 : 2 (3:1, 2:1, 2:0) | HC Wikov Hronov | Zimní stadion Tábor, Tábor Návštěvnost: 2 981 |  |

| Report |

Konečný stav série 3:0 na zápasy pro HC Tábor.

##### HC Příbram (2.) – HC Stadion Vrchlabí (3.)
| 22. března 2025 17:00 | HC Příbram | 3 : 0 (2:0, 1:0, 0:0) | HC Stadion Vrchlabí | Zimní stadion Příbram, Příbram Návštěvnost: 1 400 |  |

| Report |

| 24. března 2025 18:00 | HC Stadion Vrchlabí | 6 : 3 (1:1, 1:2, 4:0) | HC Příbram | Zimní stadion Vrchlabí, Vrchlabí Návštěvnost: 1 125 |  |

| Report |

| 26. března 2025 18:30 | HC Příbram | 5 : 0 (1:0, 1:0, 3:0) | HC Stadion Vrchlabí | Zimní stadion Příbram, Příbram Návštěvnost: 1 212 |  |

| Report |

| 28. března 2025 18:00 | HC Stadion Vrchlabí | 7 : 2 (0:1, 3:0, 4:1) | HC Příbram | Zimní stadion Vrchlabí, Vrchlabí Návštěvnost: 1 253 |  |

| Report |

| 30. března 2025 17:00 | HC Příbram | 5 : 0 (3:0, 1:0, 1:0) | HC Stadion Vrchlabí | Zimní stadion Příbram, Příbram Návštěvnost: 1 621 |  |

| Report |

Konečný stav série 3:2 na zápasy pro HC Příbram.

#### Skupina Východ

##### AZ Havířov (1.) – DRACI PARS ŠUMPERK (5.)
| 22. března 2025 17:00 | AZ Havířov | 4 : 3 PP (2:3, 0:0, 1:0 - 1:0) | DRACI PARS ŠUMPERK | Gascontrol Aréna, Havířov Návštěvnost: 1 498 |  |

| Report |

| 24. března 2025 18:00 | DRACI PARS ŠUMPERK | 3 : 2 PP (0:0, 1:2, 1:0 - 1:0) | AZ Havířov | Škoda Aréna, Šumperk Návštěvnost: 1 239 |  |

| Report |

| 26. března 2025 17:30 | AZ Havířov | 3 : 2 SN (0:0, 2:2, 0:0 - 0:0 - 1:0) | DRACI PARS ŠUMPERK | Gascontrol Aréna, Havířov Návštěvnost: 1 395 |  |

| Report |

| 28. března 2025 18:00 | DRACI PARS ŠUMPERK | 0 : 3 (0:1, 0:1, 0:1) | AZ Havířov | Škoda Aréna, Šumperk Návštěvnost: 1 858 |  |

| Report |

Konečný stav série 3:1 na zápasy pro AZ Havířov.

##### HC LERAM Orli Znojmo (2.) – BK Havlíčkův Brod (3.)
| 22. března 2025 17:30 | HC LERAM Orli Znojmo | 7 : 3 (1:1, 4:0, 2:2) | BK Havlíčkův Brod | Nevoga aréna, Znojmo Návštěvnost: 1 305 |  |

| Report |

| 24. března 2025 18:00 | BK Havlíčkův Brod | 2 : 3 (0:1, 1:0, 1:2) | HC LERAM Orli Znojmo | Zimní stadion Kotlina, Havlíčkův Brod Návštěvnost: 956 |  |

| Report |

| 26. března 2025 18:00 | HC LERAM Orli Znojmo | 4 : 0 (1:0, 2:0, 1:0) | BK Havlíčkův Brod | Nevoga aréna, Znojmo Návštěvnost: 1 385 |  |

| Report |

Konečný stav série 3:0 na zápasy pro HC LERAM Orli Znojmo.

### Semifinále

#### HC Tábor (1Z) – HC LERAM Orli Znojmo (2V)
| 2. dubna 2025 18:00 | HC Tábor | 4 : 1 (0:1, 2:0, 2:0) | HC LERAM Orli Znojmo | Zimní stadion Tábor, Tábor Návštěvnost: 3 823 |  |

| Report |

| 3. dubna 2025 18:00 | HC Tábor | 8 : 3 (1:0, 6:0, 1:3) | HC LERAM Orli Znojmo | Zimní stadion Tábor, Tábor Návštěvnost: 3 911 |  |

| Report |

| 6. dubna 2025 17:30 | HC LERAM Orli Znojmo | 1 : 2 (1:0, 0:1, 0:1) | HC Tábor | Nevoga aréna, Znojmo Návštěvnost: 1 620 |  |

| Report |

| 7. dubna 2025 18:00 | HC LERAM Orli Znojmo | 1 : 0 PP (0:0, 0:0, 0:0 - 1:0) | HC Tábor | Nevoga aréna, Znojmo Návštěvnost: 1 350 |  |

| Report |

| 9. dubna 2025 18:00 | HC Tábor | 5 : 3 (2:2, 2:1, 1:0) | HC LERAM Orli Znojmo | Zimní stadion Tábor, Tábor Návštěvnost: 3 631 |  |

| Report |

Konečný stav série 4:1 na zápasy pro HC Tábor.

#### AZ Havířov (1V) – HC Příbram (2Z)
| 2. dubna 2025 17:30 | AZ Havířov | 8 : 0 (4:0, 2:0, 2:0) | HC Příbram | Gascontrol Aréna, Havířov Návštěvnost: 1 545 |  |

| Report |

| 3. dubna 2025 17:30 | AZ Havířov | 0 : 2 (0:1, 0:0, 0:1) | HC Příbram | Gascontrol Aréna, Havířov Návštěvnost: 1 512 |  |

| Report |

| 6. dubna 2025 17:00 | HC Příbram | 1 : 6 (1:4, 0:0, 0:2) | AZ Havířov | Zimní stadion Příbram, Příbram Návštěvnost: 2 100 |  |

| Report |

| 7. dubna 2025 18:00 | HC Příbram | 0 : 3 (0:2, 0:1, 0:0) | AZ Havířov | Zimní stadion Příbram, Příbram Návštěvnost: 1 350 |  |

| Report |

| 9. dubna 2025 17:30 | AZ Havířov | 4 : 1 (2:1, 0:0, 2:0) | HC Příbram | Gascontrol Aréna, Havířov Návštěvnost: 1 712 |  |

| Report |

Konečný stav série 4:1 na zápasy pro AZ Havířov.

### Finále

#### HC Tábor (1Z) – AZ Havířov (1V)
| 16. dubna 2025 18:00 | HC Tábor | 4 : 3 PP (2:2, 1:0, 0:1 - 1:0) | AZ Havířov | Zimní stadion Tábor, Tábor Návštěvnost: 4 231 |  |

| Report |

| 17. dubna 2025 18:00 | HC Tábor | 3 : 5 (0:1, 2:1, 1:3) | AZ Havířov | Zimní stadion Tábor, Tábor Návštěvnost: 4 348 |  |

| Report |

| 20. dubna 2025 17:00 | AZ Havířov | 1 : 3 (0:0, 1:0, 0:3) | HC Tábor | Gascontrol Aréna, Havířov Návštěvnost: 3 255 |  |

| Report |

| 21. dubna 2025 17:00 | AZ Havířov | 3 : 4 (1:1, 1:2, 1:1) | HC Tábor | Gascontrol Aréna, Havířov Návštěvnost: 2 868 |  |

| Report |

| 24. dubna 2025 18:00 | HC Tábor | 3 : 2 PP (1:0, 0:0, 1:2 - 1:0) | AZ Havířov | Zimní stadion Tábor, Tábor Návštěvnost: 5 200 (vyprodáno) |  |

| Report |

Konečný stav série 4:1 na zápasy pro tým HC Tábor, který tak dosáhl přímého postupu do 1. ligy.

## Play down

### HHK Velké Meziříčí - HC Řisuty
Série na dva vítězné zápasy. Poražený sestoupil do krajského přeboru.
| 15. března 2025 17:00 | HHK Velké Meziříčí | 5 : 2 (3:1, 2:1, 0:0) | HC Řisuty | Zimní stadion Velké Meziříčí, Velké Meziříčí Návštěvnost: 481 |  |

| Report |

| 22. března 2025 18:00 | HC Řisuty | 1 : 7 (0:2, 1:1, 0:4) | HHK Velké Meziříčí | Zimní stadion Slaný, Slaný Návštěvnost: 128 |  |

| Report |

Konečný stav série 2:0 na zápasy pro HHK Velké Meziříčí.

## Kvalifikace o postup do 2. ligy
Týmy HC Žihadla Moravské Budějovice (přeborník Krajské ligy Vysočiny), TJ Spartak Nové Město nad Metují (přeborník společné Královéhradecké a Pardubické krajské ligy), HK Rokycany (přeborník společné Plzeňské a Karlovarské krajské ligy), HC Slavoj Velké Popovice (přeborník Středočeské krajské ligy) a HC Tygři Klášterec nad Ohří (přeborník Ústecké krajské ligy) neprojevily o účast v kvalifikaci zájem. V Olomouckém kraji a Praze se žádný krajský přebor nepořádal.

### Přihlášení krajští přeborníci do kvalifikace o postup do 2. ligy
- HC Milevsko 1934 (přeborník Jihočeské krajské ligy)
- HC Vlci Jablonec nad Nisou (přeborník Liberecké krajské ligy)
- HK Kroměříž (přeborník krajské ligy Jižní Moravy a Zlína)
- MHK Slovan Orlová (přeborník Moravskoslezské krajské ligy)

### O postup do Východní skupiny
| 29. března 2025 17:00 | HK Kroměříž | 5 : 2 (1:0, 1:1, 3:1) | MHK Slovan Orlová | Zimní stadion Kroměříž, Kroměříž Návštěvnost: 697 |  |

| Report |

| 5. dubna 2025 15:00 | MHK Slovan Orlová | 2 : 2 (1:0, 1:2, 0:0) | HK Kroměříž | Zimní stadion Orlová, Orlová Návštěvnost: 156 |  |

| Report |

Právo účasti v dalším ročníku 2. ligy si vybojoval tým HK Kroměříž, když zvítězil celkovým skóre 7 : 4.

### O postup do Západní skupiny
| 29. března 2025 17:00 | HC Milevsko 1934 | 6 : 0 (3:0, 0:0, 3:0) | HC Vlci Jablonec nad Nisou | Zimní stadion Milevsko, Milevsko Návštěvnost: 1 154 |  |

| Report |

| 5. dubna 2025 18:15 | HC Vlci Jablonec nad Nisou | 4 : 2 (0:0, 1:0, 3:2) | HC Milevsko 1934 | Zimní stadion Jablonec nad Nisou, Jablonec nad Nisou |  |

| Report |

Právo účasti v dalším ročníku 2. ligy si vybojoval tým HC Milevsko 1934, když zvítězil celkovým skóre 8 : 4.